# رستاخیز (فیلم ۲۰۰۵)
رستاخیز یا انهدام (به انگلیسی: Doom) عنوان یک فیلم ترسناک علمی–تخیلی و اکشن محصول کشورهای آمریکا، آلمان، انگلیس و جمهوری چک است که براساس مجموعه بازی ویدئویی رستاخیز از شرکت اید سافتور ساخته شده است. کارگردان این فیلم آندری بارتکویاک و نویسندگان آن دیوید کالاهام و وسلی استریک می‌باشند و در اواخر سال ۲۰۰۵ اکران عمومی شد.

## داستان
در ابتدای فیلم این جملات شنیده می‌شود:
در سال ۲۰۲۶ میلادی، باستان‌شناسانی که در صحرای نودا مشغول به کار بودند، یک معبد ورودی را کشف کردند که به شهری باستانی در مریخ باز می‌شد. آن‌ها آن معبد را "آرک" نامیدند. اکنون بیست سال از آن زمان گذشته است، ولی ما همچنان در تلاشیم که بدانیم چه کسانی آن را ساخته‌اند ...

## بازیگران
- دواین جانسون
- کارل اوربان
- رزاماند پایک
- ریچارد بریک

## فروش
این فیلم در گیشه شکست خورد. با وجود شصت میلیون دلار هزینه، تنها بیش از پنجاه و پنج میلیون دلار فروخت.

## پخش در ایران
این فیلم تحت عنوان "نابودی" توسط شرکت فرهنگی هنری رسانه‌های تصویری دوبله و پخش شد.